# Rabacca Dry River
Der Rabacca Dry River ist ein temporärer Fluss an der Ostküste der Karibikinsel St. Vincent.

## Geographie
Der Fluss, eine Art Fiumara, entspringt im Krater der Soufrière im Gebiet von Charlotte. Der Flusslauf schwillt bei Regen stark an und nimmt viel vulkanische Asche mit. Lange Zeit bildete der Rabacca Dry River ein fast unüberwindbares Hindernis im Gebiet von Charlotte. Der Lauf erstreckt sich im Krater zunächst nach Süden und verläuft dann nach dem Austritt aus dem Krater mit zahlreichen weiteren Rinnsalen nach Südosten. Zwischen Rabaka und Turema vereinigen sich die Bäche und das tief eingeschnittene Flussbett wendet sich endgültig nach Osten, wo es zwischen Chapmans und Orange Hill in den Atlantik mündet.